# Frank Miller

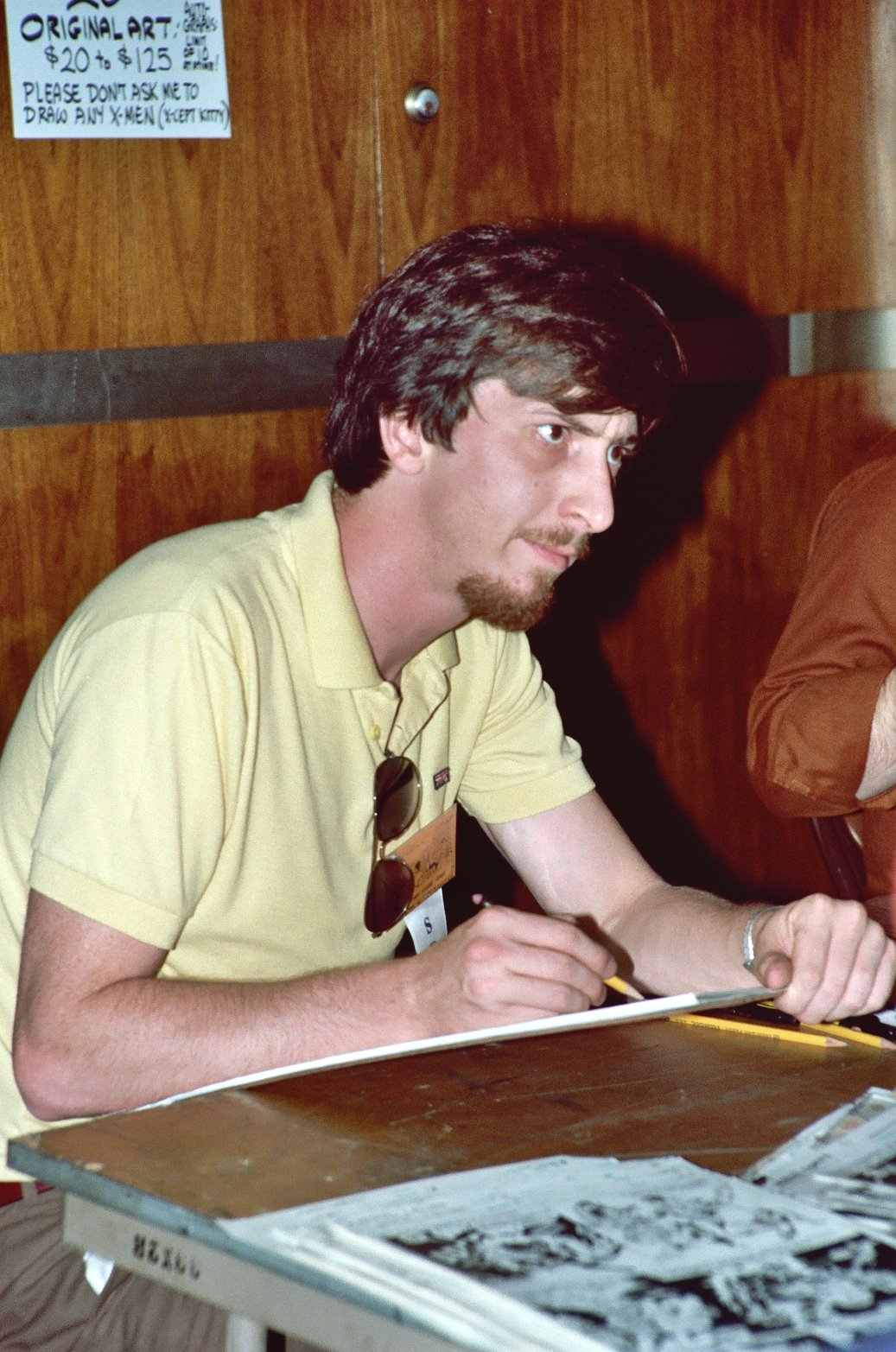
Frank Miller 1982.

Frank Miller, född 27 januari 1957 i Olney i Montgomery County, Maryland, är en amerikansk serieskapare som arbetat för både Marvel och DC Comics. Hans mest kända serie, Sin City, har filmatiserats som biofilm 2005 och uppföljaren Sin City: A Dame to Kill For 2014. Miller har också gjort ett antal hyllade seriealbum om Batman, såsom Batman – mörkrets riddare och Batman: År ett. Han var även den som gav serien Daredevil ett rejält uppsving och gjorde den till en av USA:s mest framgångsrika serier, bland annat tack vare introduceringen av Elektra, en figur han själv skapat. Det gick utför med hans karriär under 2000-talet, när hans vidare serier med Batman ansågs vara sämre än hans tidigare serier, hans serie Holy Terror ansågs vara extremt rasistisk och på sin blogg kallade han deltagarna i Occupy Wall Street tjuvar, våldtäktsmän och bortskämda snorvalpar som istället borde gå hem till sina mammor eller ta värvning i armén.

## Serier i urval
- Wolverine (4 lösnummer, utgavs 1982)
- Ronin (6 lösnummer, utgavs 1983)
- Elektra Assassin (8 lösnummer, utgavs 1986-1987)
- Elektra Lives Again (med Lynn Varley)
- Martha Washington: Give Me Liberty (4 delar, utgavs 1990-1992)
- Hardboiled (med Geof Darrow)
- RoboCop Versus The Terminator (med Walt Simonson)
- Big Guy and Rusty the Boy Robot (med Geof Darrow)
- 300 (med Lynn Varley)
- All Star Batman & Robin, the Boy Wonder (med Jim Lee)
- Holy Terror (utgavs 2011)